# Batalha do Carovi
A Batalha do Carovi foi uma embate militar da Revolução Federalista e ocorrido no dia no dia 10 de Agosto de 1894, perto do arroio Carovi, local denominado Capão da Batalha, no atual município de Santiago, Rio Grande do Sul.

Neste evento, pereceu Gumercindo Saraiva, líder federalista, com um tiro no tórax dado pelas costas, partindo de uma moita, enquanto reconhecia o terreno para a batalha que se daria no dia seguinte.